# Zsuzsa Rakovszky
Zsuzsa Rakovszky (ur. 4 grudnia 1950 w Sopronie) – węgierska poetka, pisarka i tłumaczka.
W latach 1970–1975 studiowała filologię angielską i węgierską na Uniwersytecie im. Loránda Eötvösa w Budapeszcie. Pracowała jako bibliotekarka i edytorka w wydawnictwie. W 1988 wyjechała do Londynu na stypendium Fundacji Sorosa. Opublikowała kilka tomików poetyckich oraz dwie powieści: historyczną Cień węża (A kígyó árnyéka) oraz Rok spadającej gwiazdy (A hullócsillag éve) z fabułą umieszczoną w latach powstania węgierskiego. Tłumaczyła na język węgierski liczne utwory angielskie, w tym wiersze Williama Wordswortha i Samuela Taylora Coleridge’a.

## Utwory
- Jóslatok és határidők (1981)
- Tovább egy házzal (1987)
- Fehér-fekete (1991)
- Hangok (1994)
- New life (1994)
- Egyirányú utca (1998)
- A kígyó árnyéka (2002)
- A hullócsillag éve (2005)
- Visszaút az időben wiersze 1981-2005
- A Hold a hetedik házban (2009)
- VS (2011)
- Fortepan: versek (2015)[4]